# Liev Schreiber
Liev Schreiber, född 4 oktober 1967 i San Francisco, Kalifornien, är en amerikansk skådespelare. Schreiber har bland annat medverkat i Scream-trilogin (1996–2000), Ransom (1996), Phantoms (1998), The Sum of All Fears (2002), The Manchurian Candidate (2004), Omen (2006), X-Men Origins: Wolverine (2009), Taking Woodstock (2009), Salt (2010), Goon (2011), Pawn Sacrifice (2014) och Spotlight (2015).
Schreiber hade ett förhållande med skådespelaren Naomi Watts från 2005 till 2016 och har två barn med henne.

## Filmografi
- 1994 – Julnötter
- 1995 – Denise på tråden
- 1995 – Mad Love
- 1995 – Party Girl
- 1996 – The Daytrippers
- 1996 – Walking and Talking
- 1996 – Big Night
- 1996 – Ransom
- 1996 – Scream
- 1997 – Baggage
- 1997 – Håll fingrarna i styr!
- 1997 – Scream 2
- 1998 – Phantoms
- 1998 – Sphere – farkosten
- 1998 – Twilight
- 1998 – Den stora klassfesten
- 1998 – Desert Blue
- 1999 – A Walk on the Moon
- 1999 – Jakob the Liar
- 1999 – The Hurricane
- 1999 – Spring Forward
- 1999 – RKO 281
- 2000 – Hamlet
- 2000 – Scream 3
- 2001 – Kate & Leopold
- 2002 – The Sum of All Fears
- 2003 – Hitler - Ondskans natur (TV-serie)
- 2003 – Spinning Boris
- 2004 – The Manchurian Candidate
- 2005 – Lackawanna Blues
- 2006 – Omen
- 2006 – Kärlekens slöja
- 2007 – CSI: Crime Scene Investigation (TV-serie) (fyra avsnitt)
- 2007 – Hårda bud
- 2007 – Kärlek i kolerans tid
- 2008 – Motstånd
- 2009 – X-Men Origins: Wolverine
- 2009 – Talking Woodstock
- 2009 – Repossession Mambo
- 2010 – Repo Men
- 2010 – Every Day
- 2010 – Salt
- 2012 – Den ovillige fundamentalisten
- 2013 – Movie 43
- 2013 – The Butler
- 2013 – The Last Days on Mars
- 2013 – Ray Donovan (TV-serie)
- 2014 – Pawn Sacrifice
- 2015 – Spotlight
- 2016 – The 5th Wave
- 2017 – My Little Pony: The Movie (röst som Stormkungen)
- 2018 – Isle of Dogs (röst som Spots)
- 2018 – Spider-Man: Into the Spider-Verse (röst som Wilson Fisk/Kingpin)
- 2023 – Asteroid City
- 2025 – Caught Stealing